# Undertale
Undertale је видео-игра улога коју је креирао самостални програмер Тоби Фокс (енгл. Toby Fox) . Играч контролише дете које је пало у подземље, одвојено од површине магичном баријером. Играч сусреће различита чудовишта током путовања натраг на површину. Нека чудовишта могу започети борбу са играчем. Борбени систем је заснован на избегавању метака. Приликом борбе, играч може одабрати да поштеди и спријатељи се са противником уместо да га убије. Ови избори утичу на игру, при чему се дијалог, ликови и прича мењају на основу одлука.
Осим дела графике, Фокс је сам развио целокупну игру, укључујући и сценарио и музику. Игра је узела инспирацију из неколико старијих игара. Ту спадају Maдр (енгл. Mother) i Брендиш (енгл. Brandish), серијали игара улога, серијал Пројекат Тохо и Британска емисија ситуционалне комедије, Мистер Бин. Првобитно, Тоби је желео да Undertale траје два сата и да се изда 2014, међутим, развој игре је каснио до краја 2015.
Игра је објављена за Microsoft Windows и MacOS у септембру 2015. Такође је портована на Линукс у јулу 2016, PS 4 и PS Vita у августу 2017, и Нинтендо Свич у септембру 2018. године. Игра је позната по свом тематском материјалу, систему борбе, музици, оригиналности, причи, дијалогу и ликовима. Продато је више од милион копија игре и номинована је за вишеструка признања и награде. Неколико публикација навело је Undertale као игру године . Прво поглавље сродне игре Deltarune објављено је у октобру 2018. године.